# Лора Керанова
Лора Керанова е българска театрална и филмова актриса.

## Биография
Родена е на 9 декември 1920 г. в София в семейството на актьора Димитър Керанов. От малка проявява интерес към театъра. Приета е да учи оперно пеене, от което се отказва заради театралните си увлечения. Лора Керанова няма завършено театрално образование. Дълги години играе на сцената на Младежкия театър. Там създава поредица от забележителни роли. Особено характерни са ролите ѝ в детските постановки на сцената на театъра. Известно време играе в трупата на театър „Сълза и смях“, след което отново се завръща в състава на Младежкия театър.
Лора Керанова се снима в много телевизионни театрални постановки, сред които се откроява „Криворазбраната цивилизация“ с режисьор Хачо Бояджиев. Снима се и в киното, във филмите „Театрална вечер“ и „Темната кория“, „Човек не съм убивал“ и други. Участва в много радиопиеси и радиопредавания, както и в грамофонни плочи на „Балкантон“. Записва и стари градски песни заедно с актьора Георги Раданов.
Лауреат на Димитровска награда (1950, с колектив).
Удостоена е със званието „заслужил артист“ (1965).
Умира на 5 март 1984 г. в София. Погребана е на Централни софийски гробища.

## Театрални роли
- „Напразни усилия на любовта“ (1963) (Уилям Шекспир)

## Телевизионен театър
- „Влияние на гама-лъчите върху лунните невени“ (1980)
- „Моцарт и нервна система“ (1979) (Иван Радоев)
- „Д-р“ (1977) (Бранислав Нушич)
- „Криворазбраната цивилизация“ (1974) (по Добри Войников, реж. Хачо Бояджиев)
- „Недорасъл“ (1969) (Денис Иванович Фонвизин)

## Филмография
- Човек не съм убивал (1983)
- Спилитим и Рашо (1980), 20 серии – старицата / горската фея Милина (12 серия)
- Темната кория (1977) – баба Спаса
- Вселекон (1974)
- Тихият беглец (1972)
- Хроника на чувствата (1962) – Славчето